# カラム・ブリテン
カラム・ブリテン（1998年3月12日 - ）はイングランドのサッカー選手。ポジションはDF。ブラックバーン・ローヴァーズFC所属。

## 経歴
2006年、8歳でミルトン・キーンズ・ドンズFCに加入した。2016年4月27日、トップチームと契約を交わした。
2016年5月2日、ナッツピルヌフェライズ・プロウトゥシュに期限付き移籍した。
2017年1月28日、ピーターバラ・ユナイテッドFC戦でMKドンズでのデビューを果たした。
2020年6月30日にMKドンズとの契約を満了するが、8月25日に再度2年契約を結んだ。
2020年10月10日、バーンズリーFCと3年契約を結んだ。
2022年7月21日、ブラックバーン・ローヴァーズFCに4年契約で移籍した。